# Юнкерат
Юнкерат (нем. Jünkerath) — община в Германии, в земле Рейнланд-Пфальц. 
Входит в состав района Вульканайфель. Подчиняется управлению Обере Килль.  Население составляет 1549 человек (на 31 декабря 2010 года). Занимает площадь 10,10 км².